# Shanghai Tower
Shanghai Tower er en skyskraber i Shanghai, Kina. Siden 3. august 2013 har den været højeste bygning i Kina og den tredje største i verden kun overgået af Burj Khalifa i Dubai og Merdeka 118 i Kuala Lumpur.
Bygningen er 632 meter høj med øverste etage i 561 meters højde.
Ligesom det er tilfældet med Turning Torso i Malmø er etagerne i Shanghai Tower roteret i forhold til hinanden, hvilket giver bygningen dens særlige udseende.

## Historie
Byggeriet af tårnet begyndte i november 2008 og toppede 3. august 2013. Det ydre stod færdigt i sommeren 2015, og arbejdet blev betragtet som afsluttet i september 2014. Selvom bygningen oprindeligt var planlagt til at åbne for offentligheden i november 2014, blev den faktiske offentlige ibrugtagningsdato flyttet til februar 2015. Observationsdækket blev åbnet for besøgende i juli 2016; perioden fra juli til september 2018 blev betegnet som en "testkørsel" eller "idriftsættelsesperiode". Siden 26. april 2017 har sightseeingdækket på 118. etage været åbent for offentligheden.